# Capnodis tenebricosa
Capnodis tenebricosa es una especie de escarabajo del género Capnodis, familia Buprestidae. Fue descrita científicamente por Olivier en 1790.